# Capellia
Capellia is een geslacht van vliesvleugeligen uit de familie Pteromalidae. De wetenschappelijke naam van dit geslacht is voor het eerst geldig gepubliceerd in 1958 door Delucchi.

## Soorten
Het geslacht Capellia omvat de volgende soorten:
- Capellia cecidomyiae (Ratzeburg, 1844)
- Capellia cyrene (Walker, 1843)
- Capellia orneus (Walker, 1839)
- Capellia politiventris (Brèthes, 1909)
- Capellia rufiventris (Girault, 1920)
- Capellia stigma Boucek, 1970